# Towarzystwo Religijno-Filozoficzne w Petersburgu
Towarzystwo Religijno-Filozoficzne w Petersburgu – organizacja społeczna, powołana do życia w 1907 roku w Petersburgu, skupiająca inteligencję rosyjską (filozofów, działaczy religijnych, polityków, dziennikarzy, literatów, teozofów i in.) i prowadząca spotkania, na których naświetlano problemy religijności rosyjskiej, filozofii, polityki, społeczeństwa zarówno w aspekcie historycznym, jak i współczesnym.

## Historia
Towarzystwo Religijno-Filozoficzne ma swoją genezę w ruchu ideowym, który narodził się w Rosji pod koniec XIX wieku. W latach 1901–1903 w Petersburgu pod jego wpływem odbywały się Rieligiozno-fiłosofskije sobranija (Zebrania Religijno-Filozoficzne, ros. Религиозно-философские собрания). Zebrania te stały się początkiem odrodzenia religijnego w Rosji oraz zapoczątkowały wyklarowanie filozofii rosyjskiej.
Pomysł założenia Towarzystwa Religijno-Filozoficznego pojawił się na początku 1907 roku, a jego działalność rozpoczęła się oficjalnie już 8 kwietnia. Przewodniczącym organizacji został Siergiej Bułgakow. Na otwarcie przygotowano referat autorstwa Wasilija Rozanowa Otczego padajet christianstwo (Dlaczego upada chrześcijaństwo, ros. Отчего падает христианство).
Po rewolucji październikowej towarzystwo przestało istnieć, mimo prób reaktywacji w Rosji i na emigracji. Część archiwum uległa zniszczeniu podczas rewizji i pożaru pod Pawłowskiem w czasie szturmu dowodzonego przez generała Nikołaja Judenicza.

## Struktury
Niedługo po rozpoczęciu prac organizacji opracowano jej statut i struktury. Na jej czele stała rada (Совет Общества), wybierana na trzyletnią kadencję. Składała się z siedmiu osób: przewodniczącego, zastępcy oraz pięciu członków rady, w tym sekretarz, bibliotekarz i skarbnik. Rada raz do roku zwoływała zjazd ogólny, na którym odczytywano sprawozdania i dokonywano elekcji dwóch członków rady, ponadto wyłaniano na roczną kadencję trzyosobową komisję rewizyjną. Rada uzgadniała tematy sprawozdań i datę kolejnego zjazdu. Składki członkowskie wynosiły 5 rubli rocznie.
Do organizacji dołączali filozofowie, działacze religijni, politycy, dziennikarze, literaci, teozofowie: filozof Wasilij Rozanow, pisarz Dmitrij Mereżkowski, filozof religii Nikołaj Bierdiajew, filozof i psycholog Siemion Frank, teolog Walentin Tiernawcew, historyk i prawnik Anton Kartaszow, prawnik i polityk Aleksander Kiereński, historyk Piotr Struve, duchowny Aleksandr Wwiedienski, pisarz i filozof Siergiej Askoldow i in.

## Tematyka spotkań
Zebrania Towarzystwa wzbudzały zainteresowanie prasy i stawały się tematem gorących polemik. Oto niektóre tematy: „O rosyjskiej idei” (Wiaczesław Iwanow), „Imperium a chrześcijaństwo” (Walentin Tiernawcew), „Rosja a inteligencja” (Aleksandr Błok), „O religijnym kłamstwie nacjonalizmu” (Dmitrij Mereżkowski), „O współczesnym patriotyzmie” (Siergiej Sołowiow), „O reformie cerkiewnej w Rosji” (Dmitrij Fiłosofow).